# David Buxo
David Buxo Escabros (* 16. Juni 1981) ist ein ehemaliger andorranischer Fußballspieler, der seine komplette Karriere für den FC Andorra spielte. In der Nationalmannschaft kam er zwischen 1999 und 2003 zu drei Länderspieleinsätzen. 